# Quatre Études pour orchestre
Les Quatre études pour orchestre sont un recueil de pièces brèves d'Igor Stravinsky. Ce sont les orchestrations d'une part des trois pièces pour quatuor à cordes composées entre 1914 et 1918, d'autre part de l'étude pour pianola composée en 1917.  Elles sont créées à Berlin en 1930. L'ouvrage fut révisé en 1952.

## Structure
1. Danse (Con moto)
2. Excentrique (Moderato)
3. Cantique (Largo)
4. Madrid (Allegro con moto)

- durée d'exécution: douze minutes